# Březník (berg)
Březník är ett berg i Tjeckien.   Det ligger i regionen Plzeň, i den sydvästra delen av landet, 130 km sydväst om huvudstaden Prag. Toppen på Březník är 1 006 meter över havet, eller 84 meter över den omgivande terrängen. Bredden vid basen är 1,6 km.
Terrängen runt Březník är kuperad.Runt Březník är det mycket glesbefolkat, med 2 invånare per kvadratkilometer. Närmaste större samhälle är Sušice, 11,5 km nordost om Březník. I omgivningarna runt Březník växer i huvudsak barrskog.